# Leptognathia manca
Leptognathia manca is een naaldkreeftjessoort uit de familie van de Leptognathiidae. De wetenschappelijke naam van de soort werd in 1882 voor het eerst geldig gepubliceerd door Georg Ossian Sars.